# Roodmaskergraszanger
De roodmaskergraszanger (Cisticola erythrops) is een zangvogel uit de familie Cisticolidae.

## Verspreiding en leefgebied
Deze soort komt wijdverspreid voor in Afrika en telt zes ondersoorten:
- C. e. erythrops: Mauritanië en van Senegal en Gambia tot de Centraal-Afrikaanse Republiek, Congo-Brazzaville en Gabon.
- C. e. pyrrhomitra: zuidoostelijk Soedan en Ethiopië.
- C. e. niloticus: centraal Soedan.
- C. e. sylvia: van noordoostelijk Congo-Kinshasa en zuidelijk Soedan tot Kenia en centraal Tanzania.
- C. e. nyasa: van zuidoostelijk Congo-Kinshasa en zuidelijk Tanzania tot oostelijk Zuid-Afrika.
- C. e. lepe: Angola (ook wel als aparte soort: witbuikgraszanger)

## Status
De grootte van de populatie is niet gekwantificeerd maar de soort wordt omschreven als plaatselijk algemeen. Op de Rode lijst van de IUCN heeft deze soort de status niet bedreigd.